# Yokosuka Saver Tiger
Yokosuka Saver Tiger (横須賀サーベルタイガー) foi uma banda japonesa de thrash e heavy metal formada em 1980, que durou até 1987. O grupo tornou-se conhecido por ter sido liderado pelo guitarrista do X Japan e cantor solo hide. Kyo, atual vocalista do D'erlanger, também fez parte do Saber Tiger de 1986 a 1987. A banda nunca ficou famosa, sendo atormentada por contínuas mudanças de membros. Oficialmente, eles lançaram apenas o EP Saber Tiger que contou com as canções "Double Cross" e "Gold Digger". Há poucas gravações bem preservadas de apresentações ao vivo, estando em sua maioria nas coletâneas Origin of hide. As músicas da banda podem ser ouvida nas antigas coletâneas de bandas japonesas, bem como nos álbuns de Origin of hide, onde há versões ao vivo de suas canções.
Em 1986, a banda que originalmente se chamava Saber Tiger teve de mudar seu nome para Yokosuka Saver Tiger para evitar confusões com uma outra banda de nome semelhante, de Sapporo.

## Discografia
- Saber Tiger (1985)